# 川崎マリエン

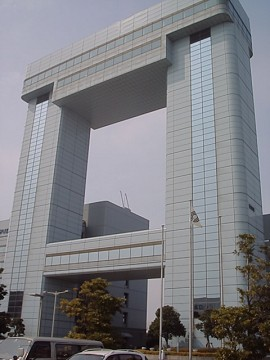
川崎マリエン（川崎市港湾振興会館）

川崎マリエン（かわさきマリエン、英: Kawasaki Marien）は、神奈川県川崎市川崎区東扇島にある公益社団法人川崎港振興協会が運営を行う会館。「マリエン」とは、マリン、エントランスの略称である。
正式名称は川崎市港湾振興会館（かわさきしこうわんしんこうかいかん、Kawasaki City Port Promotion Hall）。

## 概要
高さは66メートル、展望台の高さは51メートル。正式名に振興会館とあるが公園設備も備えており、テニスコート・バーベキュー設備・体育館などが整っている。かつては建物内に川崎港を紹介するマリエンプラザというコーナーがあったが、2006年前期に器機類が撤去され、空き部屋と化している。
2009年8月にビーチバレーコートがオープンした。地上50メートルにある展望室（2009年4月1日から入場料は無料）からの風景は絶景であり、人気が高い。展望室の一つ下のフロア（9階）には展望レストランがある。
定期的に川崎みなと祭りが開催されている。
京浜運河に迷い込んで来た巨大な（雄としては世界最大級とされる体長4.8メートル） ホオジロザメの剥製がコミュニティホールに展示され、目を引いている 。のちに公募で「かわジロー」の名前がつけられた。
同建物では映画やドラマ等の撮影が頻繁に行われており、1Fエントランスには撮影で訪れた俳優やタレントのサイン色紙が数多く飾られている。2014年には日本夜景遺産の認定を受けた。
2015年4月には東芝製の世界初となる自立型の水素エネルギー供給システム「H2One」が実証実験として設置された。
川崎港一帯は2017年（平成29年）10月7日にみなとオアシスの登録をしていて、みなとオアシス川崎の代表施設である。

## アクセス
- 市バス - 川崎駅・京急川崎駅から川05系統で「川崎マリエン」下車[11]
- 臨港バス・京浜急行バス - 横浜駅東口（YCAT）から高速バスで「川崎マリエン」下車
- 自家用車 - 首都高速湾岸線で東扇島出入口、または国道132号～川崎港海底トンネル経由

2006年からは駐車場がマリエンの営業時間に関わらず24時間開放されている。（1時間以上より有料。）